# Jonasz (as-Suri)
Jonasz, imię świeckie Antun as-Suri (ur. 1970 w al-Minie) – libański biskup prawosławny służący w jurysdykcji Patriarchatu Antiocheńskiego.

## Życiorys
Ukończył studia w zakresie elektroniki na Uniwersytecie Libańskim oraz studia teologiczne w Instytucie św. Sergiusza z Radoneża w Paryżu. W 2005 został wyświęcony na diakona przez metropolitę Trypolisu Eliasza. 24 lipca tego samego roku został wyświęcony na kapłana i skierowany do pracy duszpasterskiej w rodzinnej al-Minie. Przed 2008 złożył wieczyste śluby mnisze; w wymienionym roku otrzymał godność archimandryty. Od 2011 do 2015 był przełożonym monasteru Matki Bożej w Bkfatin. Był również publicystą pisma prawosławnego „Madżallat an-Nur” oraz pisma metropolitalnego „Al-Karma”. W 2012 został schimnichem.
7 października 2015 Święty Synod Patriarchatu Antiochii nominował go na metropolitę Zahli i Baalbek. Jego chirotonia biskupia odbyła się 14 listopada tego samego roku w monasterze w Balamand, pod przewodnictwem patriarchy antiocheńskiego Jana X.